# Old Speckled Hen

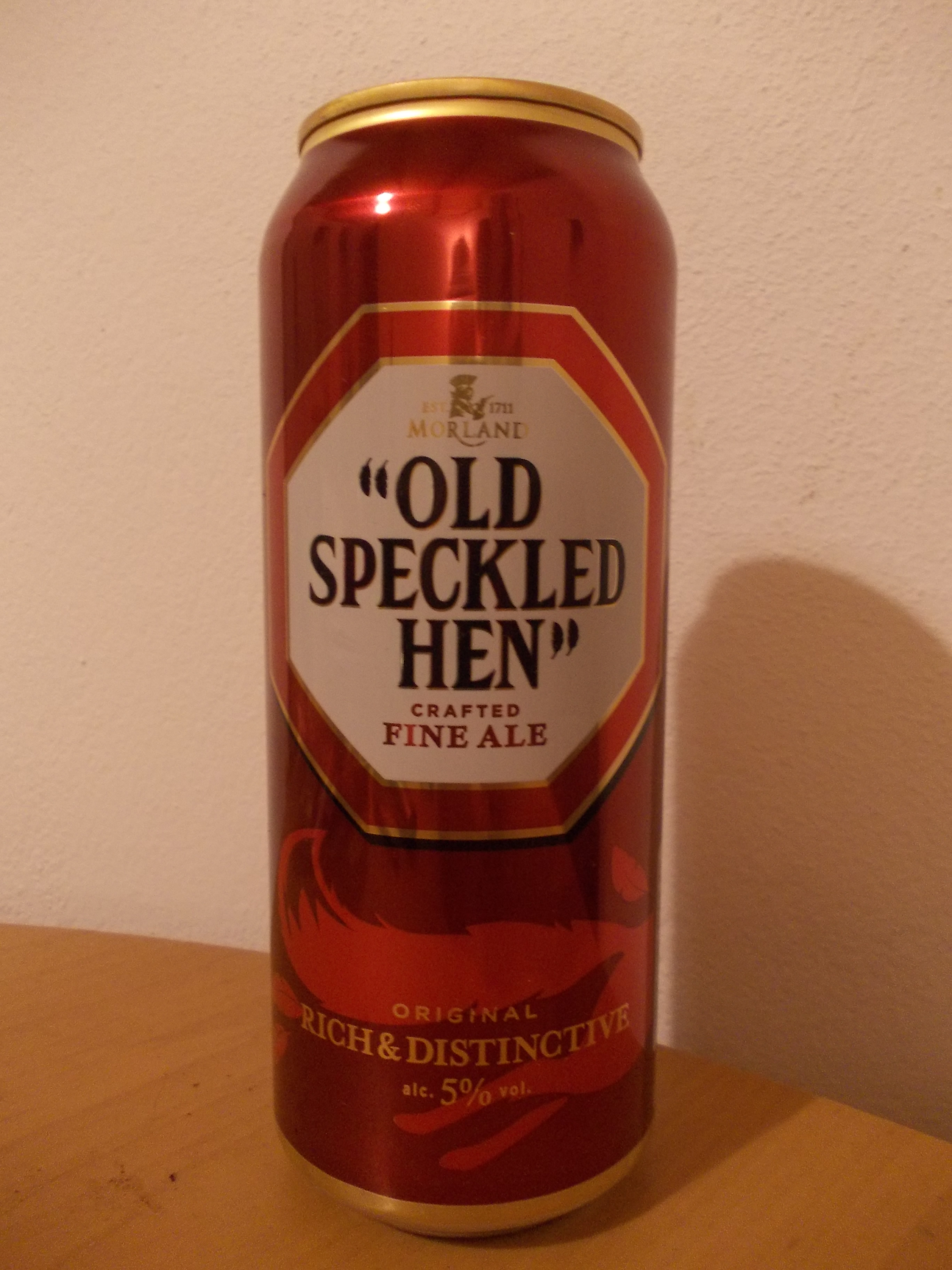
en burk Old Speckled Hen

Old Speckled Hen är ett öl med 5,2 % alkoholhalt från Abingdon i Oxfordshire som introducerades 1979 av Morland & Co. Old Speckled Hen togs fram för att fira 50-årsjubileet av bilfabrikanten MG:s flytt till Abingdon. Ölet fick sin namn efter en gammal MG målad i spräcklig färg som kallades the Owd Speckl'd 'un av fabrikspersonalen.
År 1999 togs produktionen över av Greene King. Ölet filtreras med hjälp av fiskbloss.